# Острув-Велькопольський (гміна)
Гміна Острув-Велькопольський (пол. Gmina Ostrów Wielkopolski) — сільська гміна у північно-західній Польщі. Належить до Островського повіту Великопольського воєводства.
Станом на 31 грудня 2011 у гміні проживало 18629 осіб.

## Територія
Згідно з даними за 2007 рік площа гміни становила 207.62 км², у тому числі:
- орні землі: 61.00%
- ліси: 27.00%

Таким чином, площа гміни становить 17.89% площі повіту.

## Населення
Станом на 31 грудня 2011:
| Опис     | Загалом | Загалом | Чоловіки | Чоловіки | Жінки | Жінки |
| -------- | ------- | ------- | -------- | -------- | ----- | ----- |
| одиниця  | осіб    | %       | осіб     | %        | осіб  | %     |
| все      | 18629   | 100     | 9203     | 49.40    | 9426  | 50.60 |
| міське   | 0       | 100     | 0        |          | 0     |       |
| сільське | 18629   | 100     | 9203     | 49.40    | 9426  | 50.60 |

## Сусідні гміни
Гміна Острув-Велькопольський межує з такими гмінами: Ґолухув, Кротошин, Нове Скальмежице, Одолянув, Острув-Велькопольський, Плешев, Пшиґодзіце, Рашкув, Серошевіце, Сульмежице.